# Drapeau de l'Adyguée
 (septembre 2017).
Si vous disposez d'ouvrages ou d'articles de référence ou si vous connaissez des sites web de qualité traitant du thème abordé ici, merci de compléter l'article en donnant les références utiles à sa vérifiabilité et en les liant à la section « Notes et références ».
Le drapeau de l'Adyguée est l'un des symboles de l'Adyguée. Il s'agit d'un rectangle de proportion 1:2.
Ce drapeau a été dessiné par le diplomate écossais David Urquhart lors de sa mission en Circassie au cours de la guerre du Caucase.
Le drapeau symbolise le Sandjak Sherif des Tcherkesses (ou Adyguéens). Le fond vert représente la couleur des forêts montagneuses du Caucase et exprime la Foi musulmane. Le faisceau de trois flèches évoque les tentes des bivouacs. Les douze étoiles d'or représentent les « clans » tcherkesses  : Abkhezes, Besleneïs, Bjédoughs, Chapsoughs, Egueroukaïs, Gatoukaïs, Janeïs, Kabardes, Mamkheghs, Natoukhaïs, Oubykhs et des Témirgoïs.